# Torneo di Wimbledon 1994

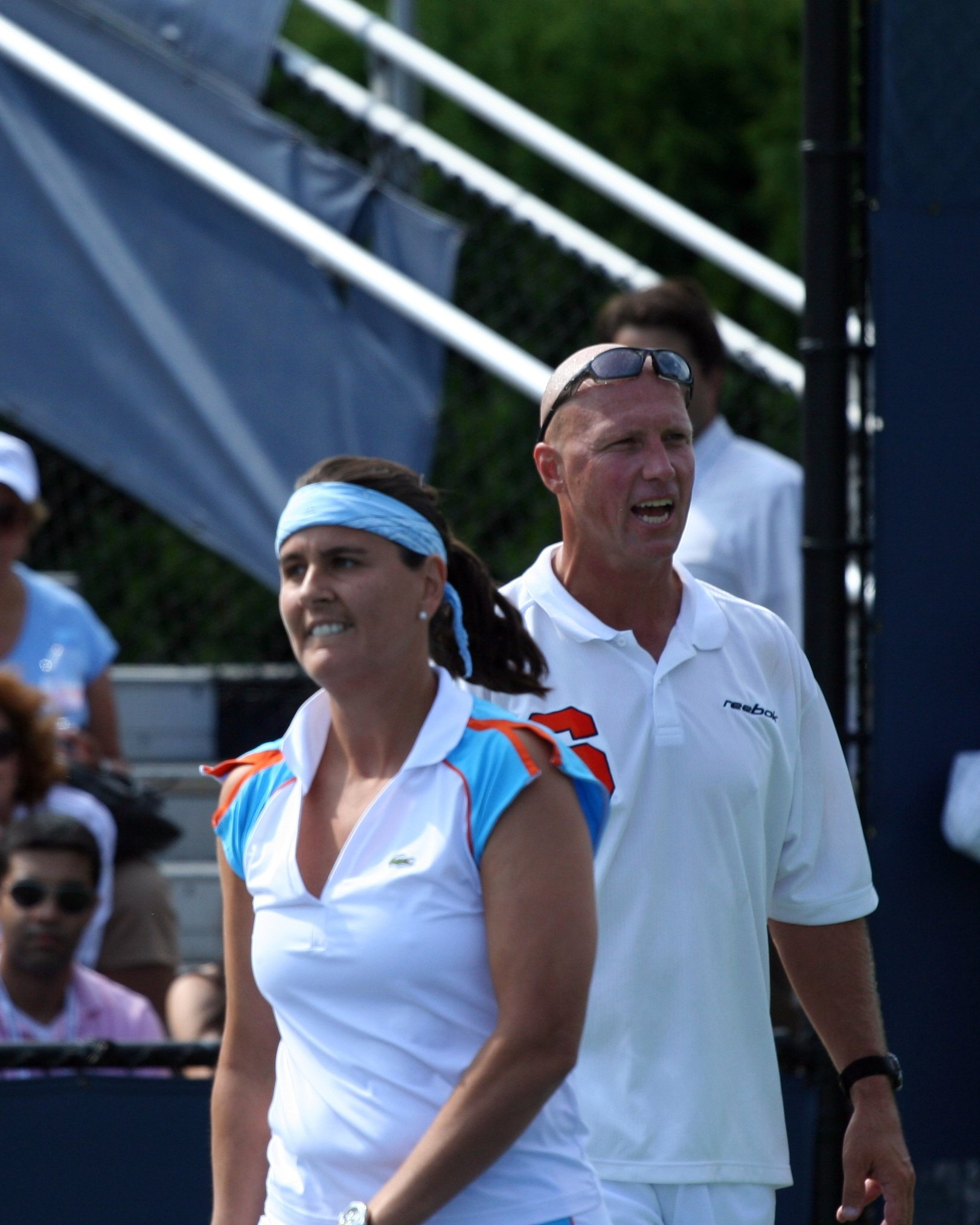
Conchita Martínez 1ª spagnola alla vittoria a Wimbledon

Il Torneo di Wimbledon 1994 è stata la 108ª edizione del Torneo di Wimbledon e terza prova stagionale dello Slam per il 1994. Si è giocato dal 20 giugno al 3 luglio 1994. Il torneo ha visto vincitore nel singolare maschile lo statunitense Pete Sampras che ha sconfitto in finale in 3 set il croato Goran Ivanišević col punteggio di 7–6(2), 7–6(5), 6–0. Nel singolare femminile si è imposta la spagnola Conchita Martínez che ha battuto in finale in 3 set la statunitense Martina Navrátilová. Nel doppio maschile hanno trionfato gli australiani Todd Woodbridge e Mark Woodforde, il doppio femminile è stato vinto dalla coppia formata da Gigi Fernández e Nataša Zvereva e nel doppio misto hanno vinto Helena Suková con Todd Woodbridge.

## Risultati

### Singolare maschile
Pete Sampras ha battuto in finale  Goran Ivanišević col punteggio di 7–6(2), 7–6(5), 6–0

### Singolare femminile
Conchita Martínez ha battuto in finale  Martina Navrátilová col punteggio di 6–4, 3–6, 6–3

### Doppio maschile
Todd Woodbridge /  Mark Woodforde hanno battuto in finale  Grant Connell /  Patrick Galbraith col punteggio di 7–6(3), 6–3, 6–1

### Doppio femminile
Gigi Fernández /  Nataša Zvereva hanno battuto in finale  Jana Novotná /  Arantxa Sánchez Vicario col punteggio di 6–4, 6–1

### Doppio misto
Helena Suková /  Todd Woodbridge hanno battuto in finale  Lori McNeil /  T. J. Middleton col punteggio di 3–6, 7–5, 6–3

## Junior

### Singolare ragazzi
Scott Humphries ha battuto in finale  Mark Philippoussis col punteggio di 7–6(5), 3–6, 6–4

### Singolare ragazze
Martina Hingis ha battuto in finale  Jeon Mi-ra col punteggio di 7–5, 6–4

### Doppio ragazzi
Ben Ellwood /  Mark Philippoussis hanno battuto in finale  Vladimír Pláteník /  Ricardo Schlachter col punteggio di 6–2, 6–4

### Doppio ragazze
Nannie de Villiers /  Elizabeth Jelfs hanno battuto in finale  Corina Morariu /  Ludmila Varmužová col punteggio di 6–3, 6–4